# Mariebergs församling
Mariebergs församling var en församling i Göteborgs stift i nuvarande Göteborgs kommun. Församlingen uppgick 1824 i Förenade Kustförsamlingen (Karl Johans församling).

## Administrativ historik
Församlingen bildades 11 maj 1786 genom en utbrytning ur Örgryte församling. Församlingen kallades även Majförsamlingen eller Majornas församling.
Församlingskyrkan brann ner 1820.
Församlingen var till 1824 annexförsamling i pastoratet Örgryte, Göteborgs hospitalsförsamling (Nylöse) och Marieberg som även omfattade Amiralitetsförsamlingen/Karl Johans församling från 1805. Församlingen uppgick 1824 i Förenade Kustförsamlingen (Karl Johans församling).